# Dimos Filiates
Dimos Filiates (Filiates) är en kommun i Grekland.   Den ligger i prefekturen Thesprotia och regionen Epirus, i den nordvästra delen av landet, 300 km nordväst om huvudstaden Aten. Antalet invånare är 9 092.